# Praga (bedrijf)
Praga is een historisch Tsjechisch auto-, vrachtwagen- en motorfietsmerk. De bedrijfsnaam was Českomoravská Kolben Daněk A.S., Praha-Karlín. Daarnaast produceerde Praga ook vliegtuigmotoren en complete vliegtuigen. Het huidige bedrijf produceert karts, raceauto's en supercars en is betrokken bij het autoracen. Het produceert tot 7000 kart-chassis ieder jaar, wat het een van de meest succesvolle kart-fabrikanten ter wereld maakt. 

## Auto's
In 1908 produceerde Pražská továrna na automobily (Nederlands: Praagse autofabriek), een gezamenlijk project van První česko-moravské továrny na stroje v Praze en Ringhofferovy závody, zes auto's onder licentie van Isotta Fraschini. In 1909 kreeg het bedrijf de naam Praga. Vanaf 1911 kwamen auto's van eigen hand in productie.
In de Eerste Wereldoorlog moest men overschakelen op militaire producten. Tussen 1919 en 1940 groeide de fabriek enorm. Er reden op een gegeven moment 13.663 auto's in Tsjecho-Slowakije rond. Ook was het bedrijf succesvol in autoraces.
In de Tweede Wereldoorlog moest men volledig overschakelen op militaire productie (tankmotoren). Vliegtuigbommen vernietigden 90% van de fabriek in 1945. Datzelfde jaar werd het bedrijf genationaliseerd en verplaatst. 
In juni 2011 onthulde het bedrijf hun nieuwe raceauto, de Praga R4, tijden de Dutch Supercar Challenge in België. Het heeft een 8-cilindermotor met 383 kW (520 pk) en heeft nog geen typegoedkeuring voor de openbare weg verkregen. Volgens de huidige eigenaar Petr Ptáček neemt het bedrijf kleine stappen om Praga auto's niet alleen op de racebaan maar ook op de openbare weg zichtbaar te krijgen. 
De Praga R1 uit 2012 is een raceauto die deel nam in de Dutch Supercar Challenge en Britcar sport auto races. In 2016 lanceerde het bedrijf de eerste limited edition van de supercar, de Praga R1R, die afstamde van de R1 raceauto. Dit is de eerste straatauto onder de Praga vlag sinds 1947.  Deze zal in de tweede helft van 2023 opgevolgd worden door de Praga Bohema.

## Vrachtwagens
Praga maakte vanaf de Eerste Wereldoorlog tot 1961 trucks, waarna men versnellingsbakken moest maken van de regering. Men produceerde versnellingsbakken voor concurrent Avia en tractorfabrikant Zetor. Pas in 1985 worden er weer trucks gemaakt, in dit geval gespecialiseerde militaire voertuigen. Vanaf 1992 worden de trucks bij Praga Čáslav geproduceerd. Men heeft veel succes in zogenaamde trucktrials.

## Motoren
Na de overname van het merk BD (Breitfeld-Daněk Werke) in 1929 en daarmee de constructies van ingenieur J.F. Koch ging Praga ook motorfietsen produceren. In eerste instantie was dat de 499 cc kopklep-blokmotor, later ook een 346 cc versie met vooroverhellende cilinder en cardanaandrijving. De motorfietsproductie eindigde in 1935.
In 1997 kwam het merk opnieuw op de markt met terreinmotoren van 250-, 400-, 500- en 600 cc, die echter bij Jawa werden gebouwd.
- Zie ook JFK en BD.

## Autosport
Team Fórmula de Campeones – Praga F4 neemt deel aan het Spaanse F4 Kampioenschap. 

### Resultaten van Spaanse F4 Kampioenschap
| Year | Car            | Drivers               | Races | Wins | Poles | F/Laps | Points | D.C. | T.C. |
| ---- | -------------- | --------------------- | ----- | ---- | ----- | ------ | ------ | ---- | ---- |
| 2018 | Tatuus F4-T014 | Petr Ptáček           | 9     | 1    | 2     | 1      | 85     | 7e   | 4e   |
| 2018 | Tatuus F4-T014 | Kilian Meyer          | 8     | 0    | 0     | 0      | 68     | 8e   | 4e   |
| 2018 | Tatuus F4-T014 | Rafael Villanueva Jr. | 17    | 0    | 0     | 0      | 91     | 6e   | 4e   |
| 2019 | Tatuus F4-T014 | Nerea Martí           | 21    | 0    | 0     | 0      | 35     | 16e  | 3e   |
| 2019 | Tatuus F4-T014 | Carles Martinez       | 21    | 0    | 0     | 0      | 111    | 5e   | 3e   |
| 2019 | Tatuus F4-T014 | Kilian Meyer          | 21    | 1    | 2     | 2      | 227    | 2e   | 3e   |
| 2020 | Tatuus F4-T014 | Carles Martinez       | 21    | 0    | 0     | 0      | 56     | 9e   | 3e   |
| 2020 | Tatuus F4-T014 | Quique Bordas         | 21    | 0    | 0     | 0      | 82     | 8e   | 3e   |

De eerste raceklasse waar alleen Praga auto's aan deelnamen vond plaats op Silverstone Circuit in april 2021 tijdens het Britcar Endurance Championship, met 7 Praga R1 raceauto's.

## Producten

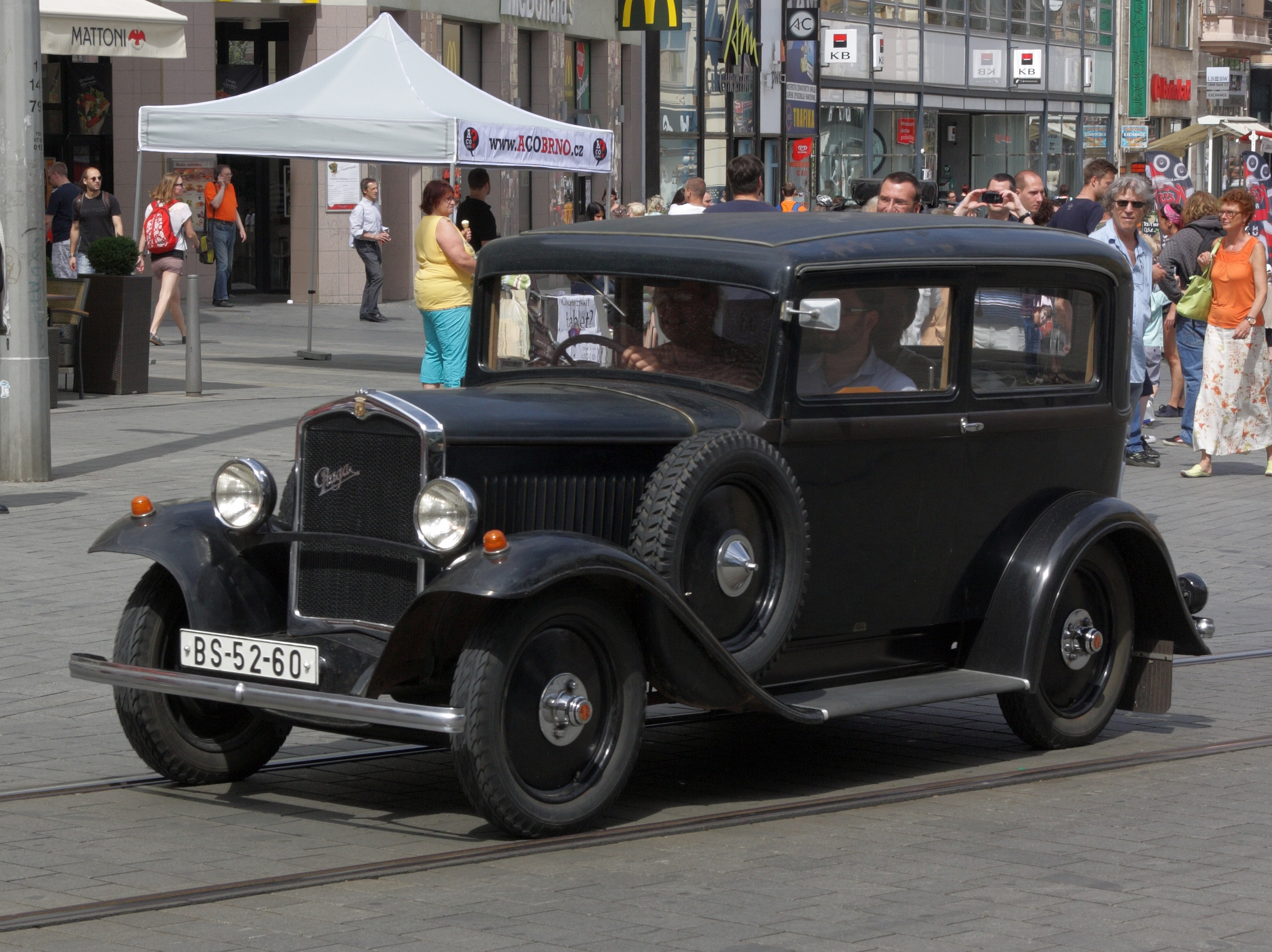
Praga Piccolo

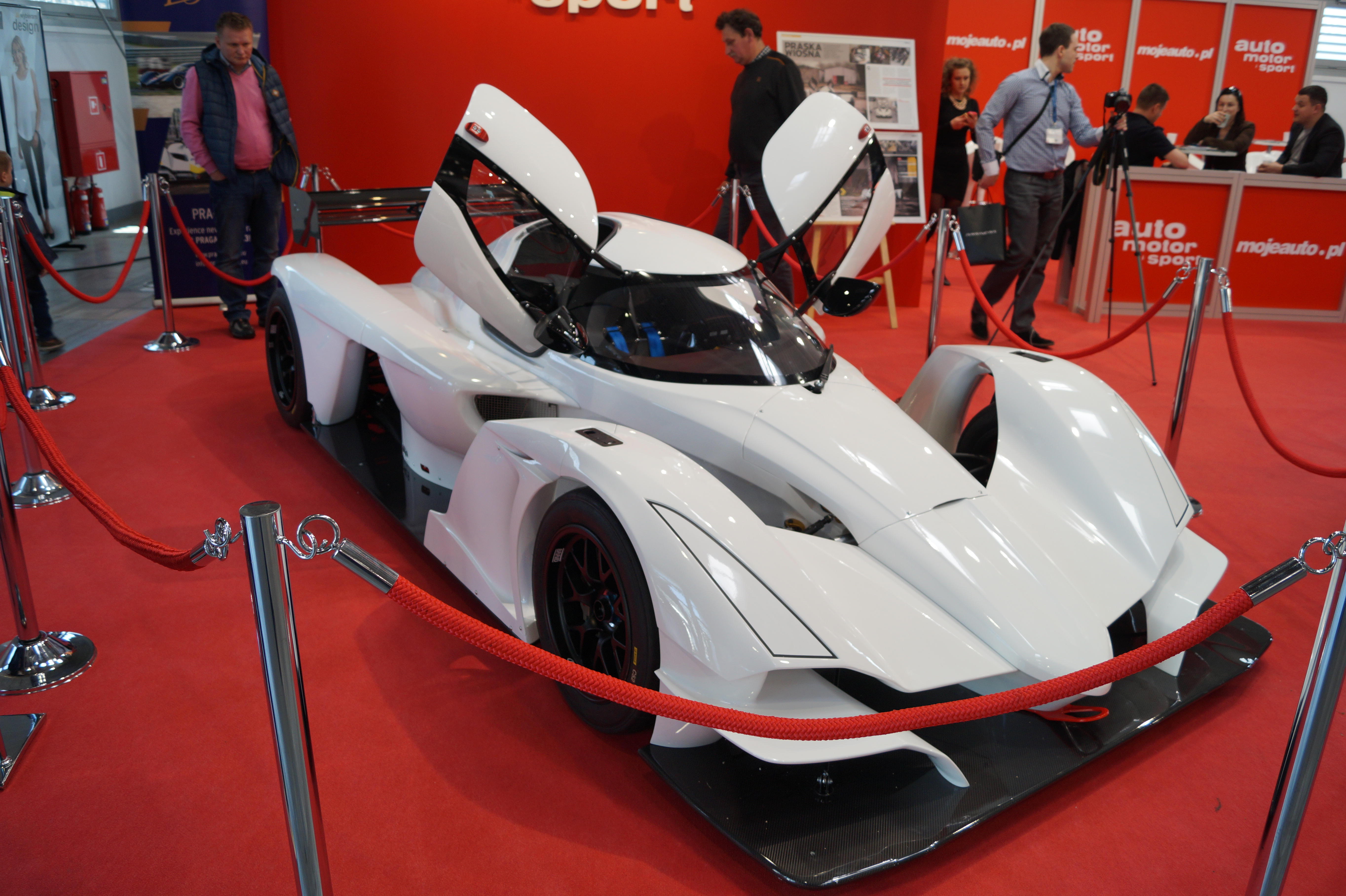
Praga R1

### Auto's
- Praga Mignon (1911–1929)
- Praga Grand (1912–1932) - limousine
- Praga Alfa (1913–1942)
- Praga Baby (1934–1937)
- Praga Piccolo (1924–1941)[4]
- Praga Super Piccolo (1934–1936)
- Praga Golden (1934–1935)
- Praga Lady (1935–1947)
- Praga R4S (2011) - race auto
- Praga R1 (2012–) - race auto
- Praga R1R (2016–) - sport auto
- Praga Bohema (gepland voor tweede helft van 2023) - sportauto

### Motorfietsen

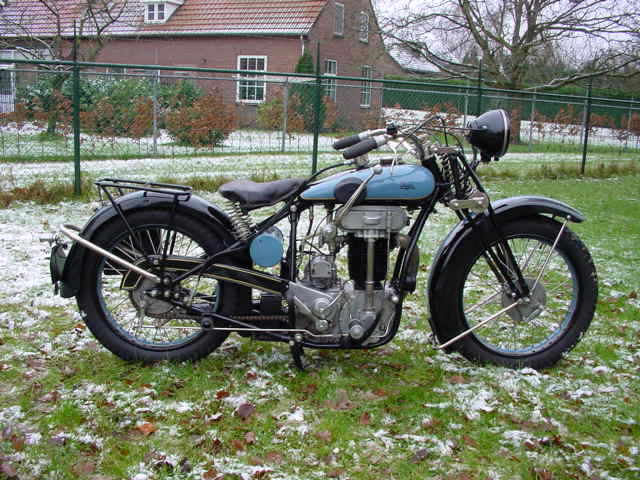
1929 Praga BD 500 DOHC motorfiets

- Praga BD 500 DOHC (cs) (1929-1933)
- Praga BC 350 OHC (cs) (1932-1933)
- Praga ED 250 (1999-2003) - enduro
- Praga ED 610 (2000-2003) - enduro

### Vrachtwagens

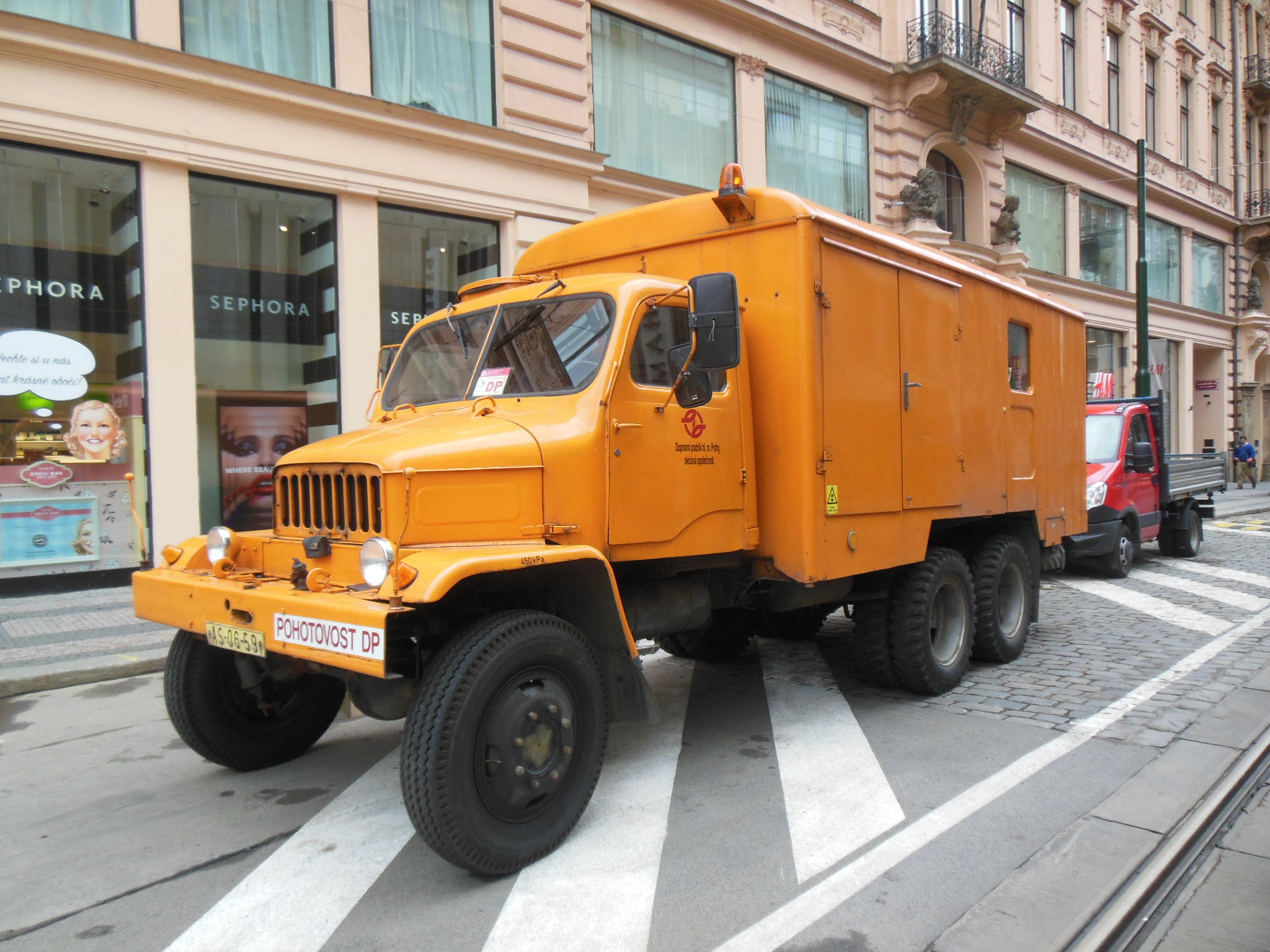
Praga V3S was een van de beste off-road trucks van zijn tijd.

- Praga N (1915-1931) – 4 ton truck (4x2)
  - Praga TN – de basis voor de Roemeense ČKD TN SPE gepantserde auto (8 gebouwd)
- Praga A150 (1947-1951) – 1,5 ton lichte truck (4x2)
- Praga RN (1933-1953) – 3 ton truck (4x2) 
  - Praga RND (1934-1955) – aangepaste RN met dieselmotor
- Praga RV (1935-1939) – 2 ton legertruck (6x4)
- Praga ND (1938-?) – 7 ton truck (4x2)
- Praga V3S (1953-1990) – 3 ton all-terrain truck (6x6), 130.000 stuks geproduceerd
- Praga S5T (cs) (1956-1974) – 5 ton truck (4x2)
- Praga UV100 (prototype 1985)
- Praga UV120 (prototype 1985)
- Praga UV80 (1992-2001) – multi-purpose medium truck (4x4)

### Bussen
- Praga NDO (1938-1948)
- Praga RN and RND

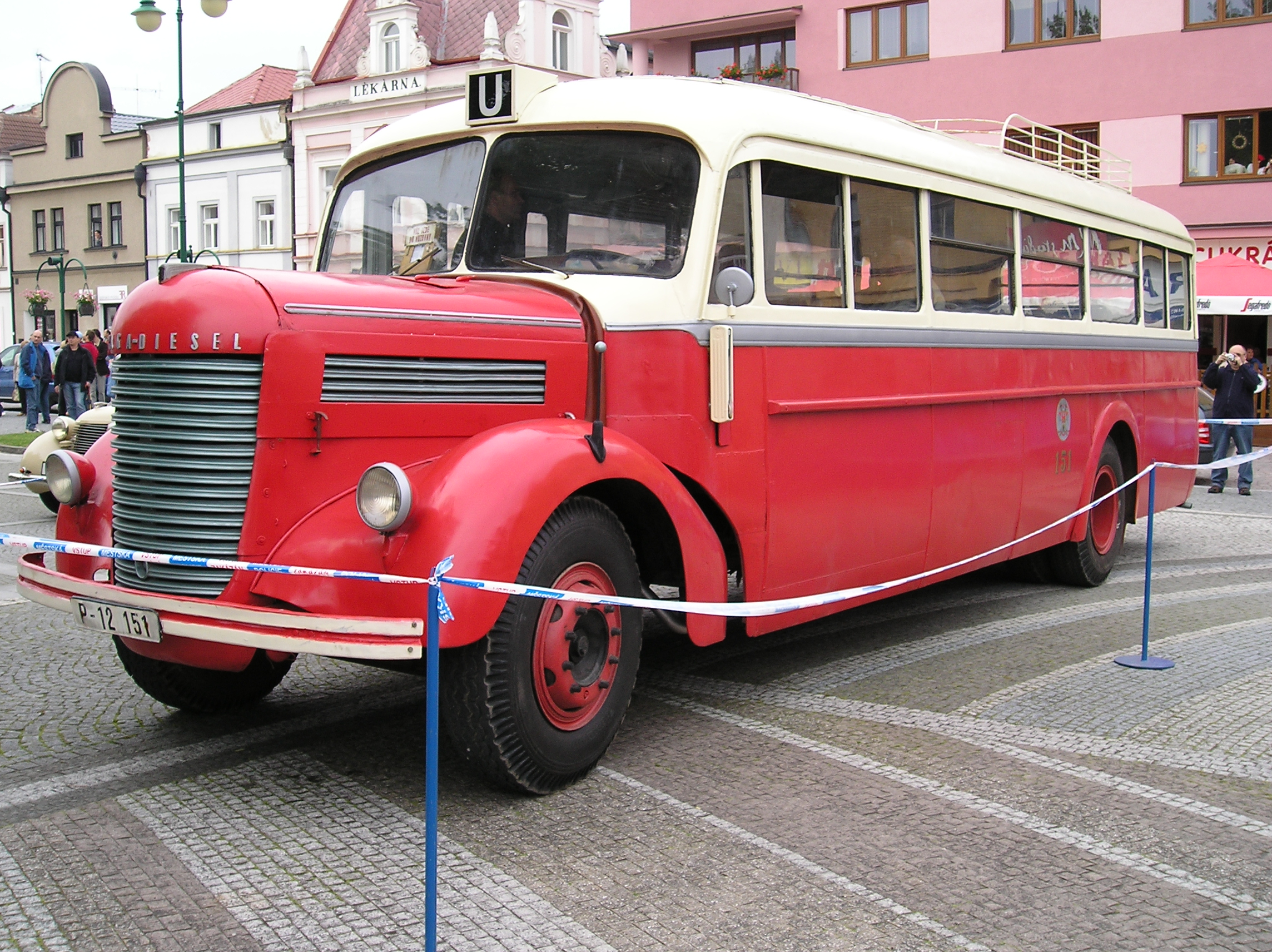
Bus Praga NDO

- Praga A150 - autobus-versie van de A150 truck

### Trolleybussen
- Praga TOT
- Niet gerealiseerde projecten: Praga TNT and Praga TB 2

### Lichte tanks

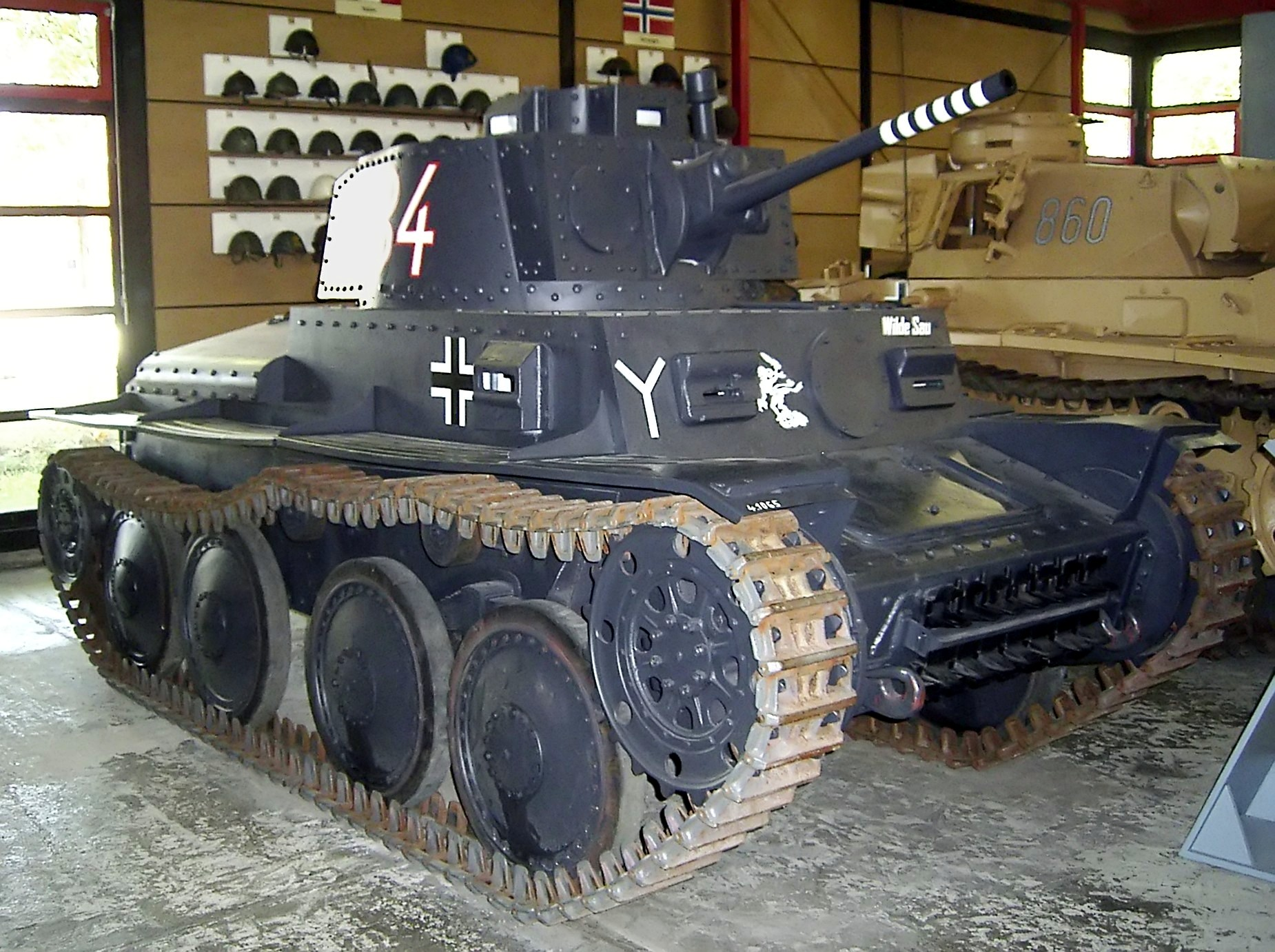
Tank Praga LT vz. 38 (Panzer 38t) in het Pantsermuseum Munster

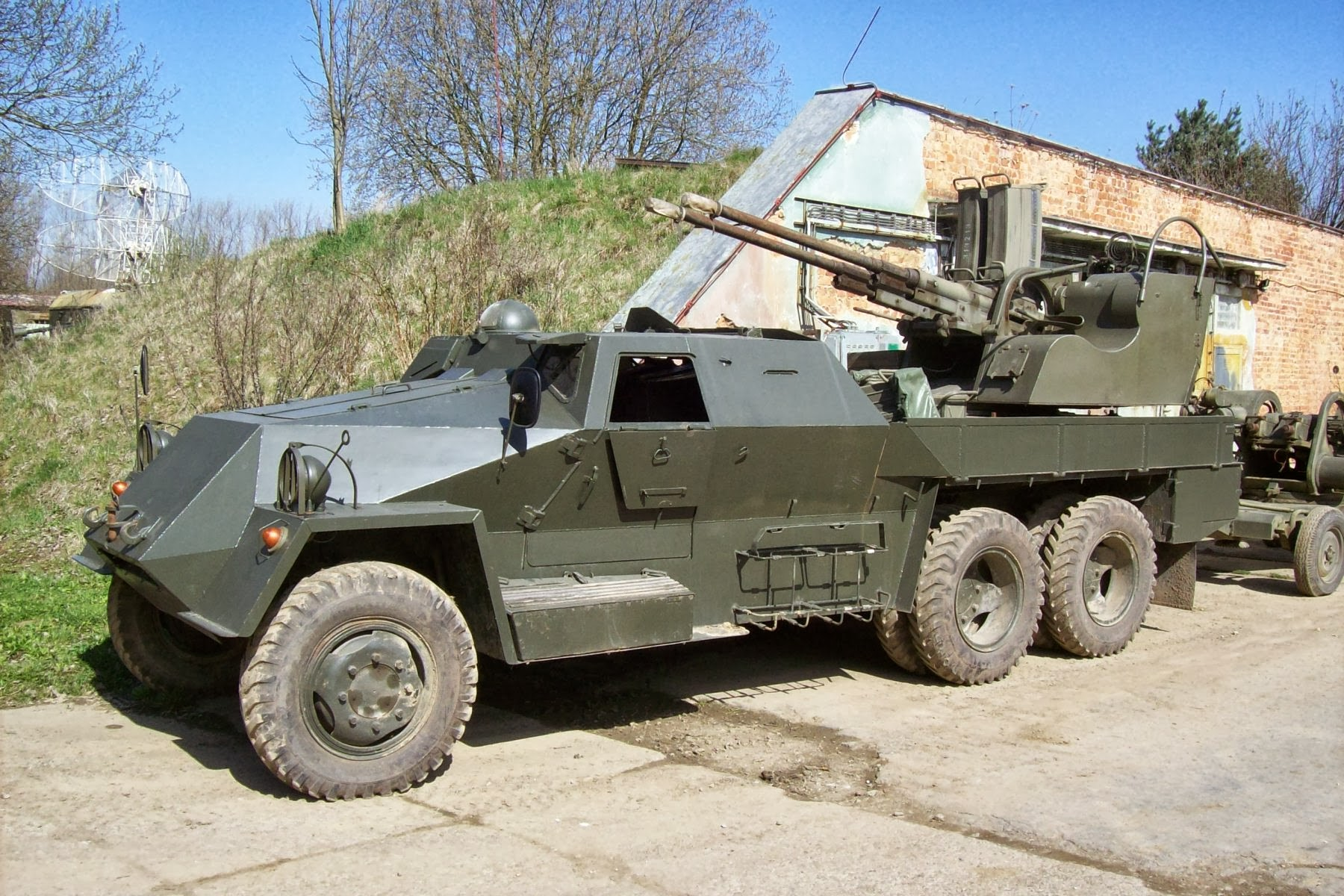
Gemechaniseerd luchtdoelgeschut PLdvK vz. 53/59 (1959–1978). Het chassis en de motor waren geproduceerd door Praga.

- Praga LT vz. 38 (vanaf 1938) lichte tank gebruikt door de Duitse Wehrmacht als Panzer 38(t)
- Praga LTH [cs; de] exportversie van de LT naar Zwitserland waar het de naam Panzerwagen 39 kreeg.

### Vliegtuigen
- Praga BH-41 (E-41)
- Praga BH-44 (E-44)
- Praga BH-111
- Praga E-36 (BH-36)
- Praga E-39 (BH-39)
- Praga E-40
- Praga E-41 (BH-41)
- Praga E-45
- Praga E-51
- Praga E-55
- Praga E-112
- Praga E-114
- Praga E-115
- Praga E-117
- Praga E-141
- Praga E-180
- Praga E-210
- Praga E-211
- Praga E-212
- Praga E-214
- Praga E-241
- Praga EX-55

### Artillerietrekkers
- Praga T-3 [pl] (1935-1941)
- Praga T-4 [cs] (1935-1939)
- Praga T-6 [cs] (1937-1944)
- Praga T-7 and T-8 [cs] (1937-?)
- Praga T-9 [pl] (1937-1943)